# Aérotrain
Pour les articles homonymes, voir Aérotrain (homonymie).
L’Aérotrain est un véhicule se déplaçant sur un coussin d'air et guidé par une voie spéciale en forme de T inversé, formant par nécessité un site propre. Il peut être propulsé par une hélice (moteur d'aviation), une turbine, un turboréacteur ou un moteur électrique linéaire et est supporté par un coussin d'air, ce qui lui permet de se déplacer sans contact avec la voie, et donc sans frottement avec cette dernière. Son principe de fonctionnement emprunte aussi à la technique du monorail.
C’est une invention française, due à l'ingénieur Jean Bertin, qui n’a cependant jamais connu d’exploitation commerciale. Le nom « Aérotrain » est une marque utilisée comme nom en France, déposée initialement par la société de l'Aérotrain le 13 juillet 1962. Plusieurs prototypes ont été construits ; certains ont battu des records de vitesse mais le projet d'aérotrain a été abandonné en 1974. Le dépôt de la marque, d'abord renouvelé par la société Bertin Technologies, a expiré en 2017.

## Historique
En France, ce projet a temporairement bénéficié de l’appui des pouvoirs publics, notamment du Comité interministériel à l'aménagement du territoire (CIAT) qui l’avait retenu en 1967 dans la perspective d’assurer des dessertes de voyageurs sur des distances allant de 100 à 500 km à des vitesses de 250 à 300 km/h, caractéristiques qui en font le précurseur du TGV.
Malgré le vif intérêt pour cette nouvelle technologie qui suscita l'engouement d'une vingtaine de pays dont les États-Unis , le projet fut finalement abandonné pour se consacrer au TGV, qui serait capable de vitesses de croisière équivalentes, en tentant d'utiliser, à des vitesses plus faibles, le réseau ferroviaire existant et utilisant, à terme, de l’électricité plutôt que des hydrocarbures.
Plusieurs prototypes d'aérotrains ont été développés : l'Aérotrain 01, l'Aérotrain 02, le Tridim, le S44, le I80-250 « Orléans », le I80-HV et le TACV Aérotrain Rohr Industries.
Différentes voies d'essais ont permis de tester ces prototypes (voir photographies). Deux voies étaient implantées dans les environs de Gometz-la-Ville, l'une en béton dont le tracé a été reconverti en promenade pédestre, la voie verte de l'aérotrain ; l'autre en asphalte et en aluminium. Une troisième voie d'essais avait été mise en place entre Saran et Ruan, au nord d'Orléans ; cette voie surélevée, construite en viaduc, portait le nom de voie d'essai de l'aérotrain d'Orléans.

### Conception et développement

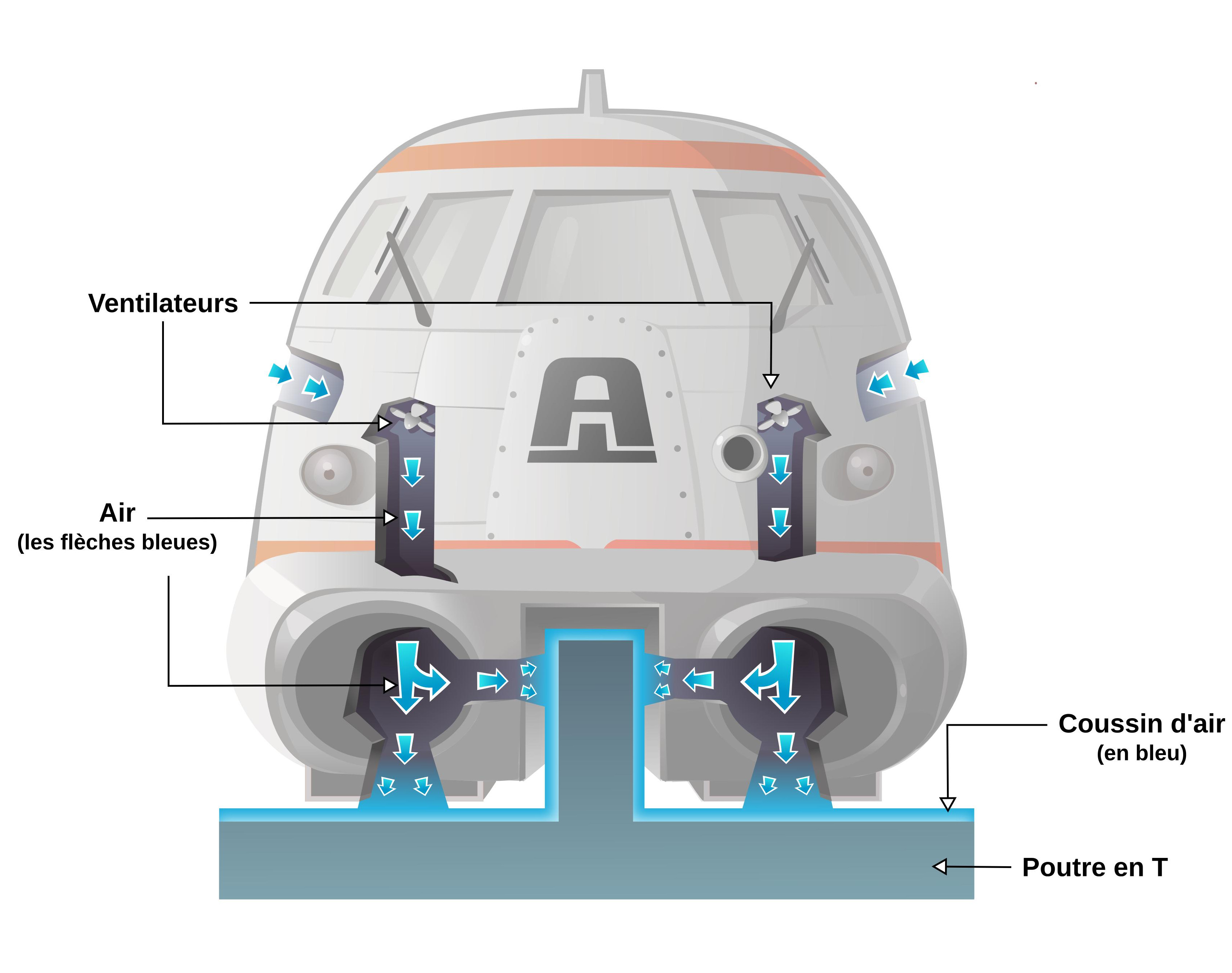
Principe de sustentation de l'Aérotrain.

Le concept de l'Aérotrain est le fruit d'une cascade de découvertes et d'idées qui débute en 1957.

#### Mise en évidence de l'effet de sol et premiers véhicules sur coussin d'air
À cette date, Louis Duthion, un ingénieur de la société Bertin & Cie, met en évidence un phénomène inattendu : l’effet de sol, lors de tests qu'il réalisait sur des silencieux de moteur à réaction, utilisables en vol. Duthion mesurait si la poussée n'était pas trop diminuée par le silencieux ; mais quand la plaque de mesure de poussée était placée très près de la sortie du réacteur, il mesurait au contraire une très forte augmentation de la poussée. Les ingénieurs de Bertin trouvèrent rapidement l'explication : la poussée du réacteur muni de silencieux était annulaire et non répartie de manière homogène sur un disque. La zone neutre centrale était prise au piège par les jets périphériques à haute vitesse qui jouaient le rôle de « jupe » et la pression au centre augmentait considérablement. Bertin & Cie cherche immédiatement à exploiter cet effet et le 9 août 1957, un brevet de « Vérin fluide » utilisant cet effet est enregistré. Cependant, l'effet de sol était connu en aviation dès les années 1920 et avait été décrit également par le Français Le Sueur en 1934.
Très rapidement, la société Bertin pense également à des applications de sustentation de véhicules par effet de sol mais une première étude envisageant tel quel l'effet découvert par Duthion montre que les véhicules devaient être gigantesques, et un projet de brevet en ce sens est annulé en 1958.
À la fin de 1958, Bertin & Cie apprend avec stupeur que les Anglais annoncent un nouveau type d'engin nommé Hovercraft. Cet engin utilise le même principe physique que celui découvert par Duthion mais les Anglais ont visiblement réussi à réaliser ce que Bertin & Cie avait jugé irréalisable. La société relance immédiatement ses recherches et se met en quête de financements.
Pendant l'année 1959 et une partie de 1960, Bertin & Cie met au point le concept de « jupe souple » pour contenir le flux d'air. Dans un premier temps, cela prend la forme d'une cloche flexible emprisonnant le flux d'air d'un ventilateur. Il faut plusieurs de ces cloches pour sustenter un engin. Le brevet correspondant est déposé le 11 octobre 1960, perfectionné en 1961 par un brevet de jupes souples multiples.
Au début de 1961, Bertin parvient à intéresser la Direction des Études et Fabrications d'Armement (DEFA, ancêtre du GIAT) au concept d'un véhicule tout terrain sur coussin d'air. L'étude du Terraplane BC4 est lancée et financée. L'engin est construit durant l'année 1961 et fait ses premiers essais début 1962.
L'engin permet de perfectionner le concept des jupes souples. La compagnie se rend alors compte que sur un terrain lisse et préparé, la distance au sol peut être très faible, avec une jupe très courte, la puissance requise pour la sustentation diminuant aussi drastiquement. Cela donne l'idée à l'ingénieur Jean Bertin d'un véhicule sur voies spécifiques, véhicule qui allait devenir l'Aérotrain. Le brevet correspondant est déposé le 26 juin 1962, qui selon Bertin est « l'acte de naissance de l'Aérotrain »,.

#### Concept expérimental de l'Aérotrain, premières recherches de financement

Vue en coupe du monorail de l'Aérotrain.

La nécessité d'un modèle réduit, permettant de démontrer la validité d'une telle idée, est rapidement apparue. Même au sein de Bertin & Cie, l'idée ne faisait pas l'unanimité, notamment concernant le problème du guidage, et il fallait démontrer concrètement le concept. Un premier modèle réduit de 1,5 m de long et 25 cm de large est construit pendant l'automne et l'hiver 1962, ainsi qu'une voie en bois de 20 m de long. Le mécanisme de guidage adopté pour la voie était proche du concept retenu en définitive : un monorail de profil en T inversé. La propulsion et la sustentation étaient assurées par de l'air comprimé.
La maquette, opérationnelle en février 1962, donne entière satisfaction et convainc la société de continuer son développement. L'action de la société s'oriente alors dans la recherche de soutiens et de financements. Bertin se tourne d'abord vers la RATP, qui recherche des moyens pour améliorer le confort et le silence de ses rames. Mais la RATP recule devant la perspective de devoir changer ses voies, bien qu'elle ait par la suite engagé des modifications importantes de celles-ci pour permettre l'utilisation de pneumatiques.
Fin 1963, des discussions s'engagent avec la SNCF qui montre en revanche de l'intérêt pour le système. La société nationale commence en effet à prendre conscience de la concurrence du transport aérien et de la nécessité d'augmenter la vitesse de ses rames. En revanche, elle refuse d'assurer le financement du développement. Le principe d'une étude d'une liaison Paris-Lyon est envisagé avec une vitesse opérationnelle de 300 à 350 km/h. La SNCF critique l'utilisation prévue de turbines à gaz pour la propulsion (qui seront tout de même envisagées par la SNCF avec le Turbotrain) et finit par abandonner l'Aérotrain à l'été 1964, convaincue que « il n'y a[vait] pas de trafic prévisible susceptible de justifier une liaison entre ces deux villes à une telle vitesse ».

#### Soutien de la DATAR
Après ces échecs, l'avenir de l'Aérotrain se présente mal. Bertin tente alors de saisir la Délégation interministérielle à l'aménagement du territoire et à l'attractivité régionale (DATAR), qui avait été récemment créée en février 1963 par le gouvernement Pompidou. En novembre 1964, Bertin présente la maquette à la DATAR et fait la promotion d'un modèle de déplacement interurbain à haute vitesse, qui vient répondre à point nommé à une mission de la DATAR : décentraliser l'urbanisation de Paris vers des « métropoles d'équilibre », en proche province ou en banlieue éloignée. Le 15 avril 1965 la Société d’étude de l’Aérotrain, avec une participation de la DATAR à son capital à hauteur de deux millions de Francs, par le biais de grandes entreprises nationales. Cela va permettre une première expérimentation en conditions réelles du concept de l'aérotrain par la création d'un prototype et d'une voie expérimentale à Gometz-la-Ville.

### Société d’étude de l’Aérotrain: développement des prototypes

#### L'Aérotrain 01

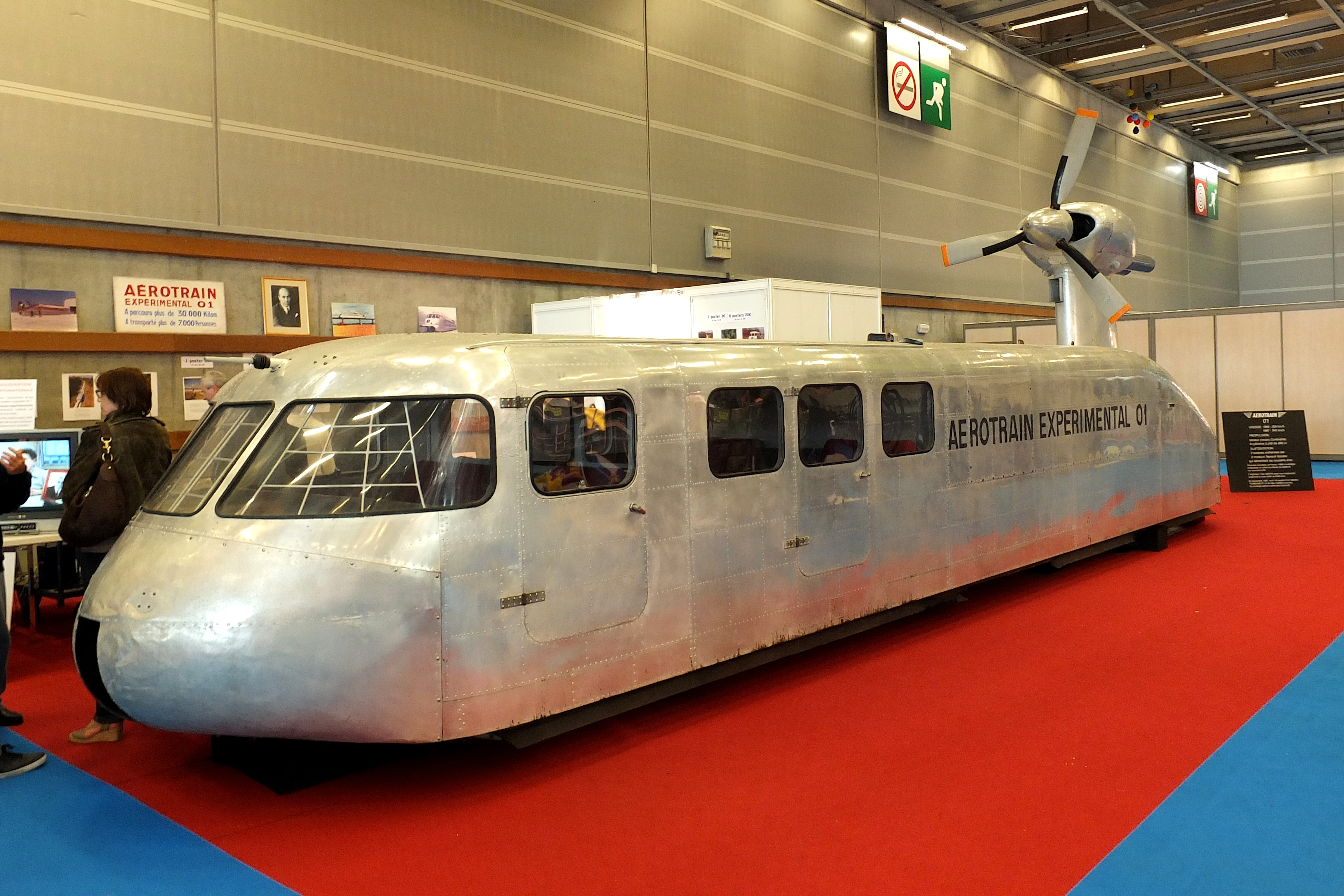
Prototype Aérotrain 01.

Un accord fut rapidement conclu avec l'administration : celle-ci serait convaincue par le programme si, dans un délai de deux ans, un véhicule expérimental pouvait transporter « quelques personnes » sur une voie de 5 à 6 km et donner satisfaction en matière de vitesse et de fiabilité. Un projet de prototype à l’échelle 1/2, baptisé Aérotrain 01, est mis en œuvre. Il peut embarquer quatre passagers, sa propulsion à hélice est assurée par un moteur d’avion de 260 chevaux. Deux systèmes de coussins d’air assurent la sustentation et le guidage. Une voie d’essai de 6,7 km de long est prévue dans l’Essonne pour l’Aérotrain 01 entre Gometz-la-Ville et Limours, sur la plate-forme désaffectée de la ligne d'Ouest-Ceinture à Chartres ; la construction est prise en charge par la société des Grands travaux de Marseille.
Le prototype est prêt en décembre 1965, ainsi que 1 km de voie. Il atteint rapidement, en février 1966, la vitesse de 200 km/h.

#### L'Aérotrain 02

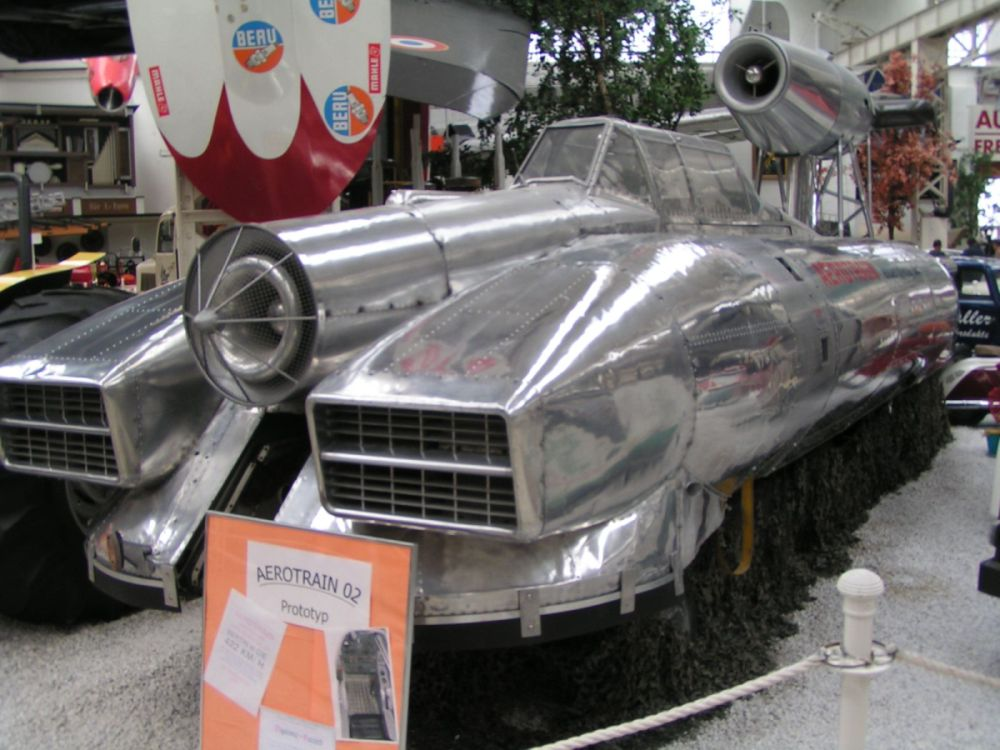
Prototype Aérotrain 02.

En 1967, l’Aérotrain 02 est construit par la Société d'Etudes et de Constructions Aéronautiques (SECA) au Bourget. Mieux profilé que le précédent et propulsé par un réacteur Pratt & Whitney JT12D, il atteint des vitesses encore plus élevées.
Le 14 novembre 1967, l’Aérotrain 01 atteint la vitesse record de 345 km/h ; il était équipé pour la circonstance d’un turboréacteur Turboméca MARBORE suppléé par deux fusées d’appoint à poudre.
Le 22 janvier 1969, l’Aérotrain 02 atteint la vitesse record de 422 km/h sur la voie d’essai de Gometz-la-Ville (le TGV n'atteindra que 380 km/h en 1981 et il faudra attendre le 18 mai 1990 pour qu'il atteigne 515,3 km/h).

#### Aérotrain I80

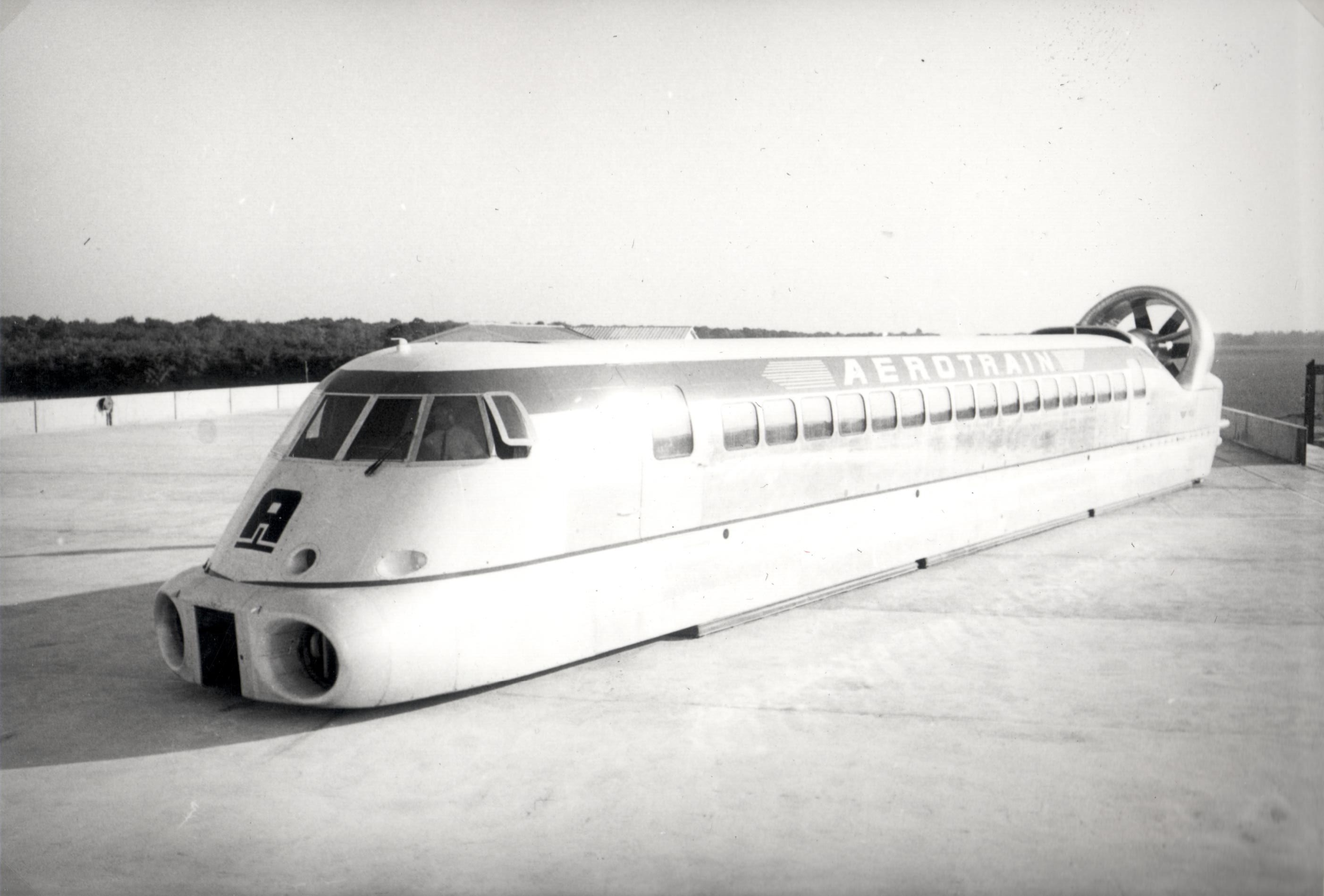
Aérotrain I80 250.

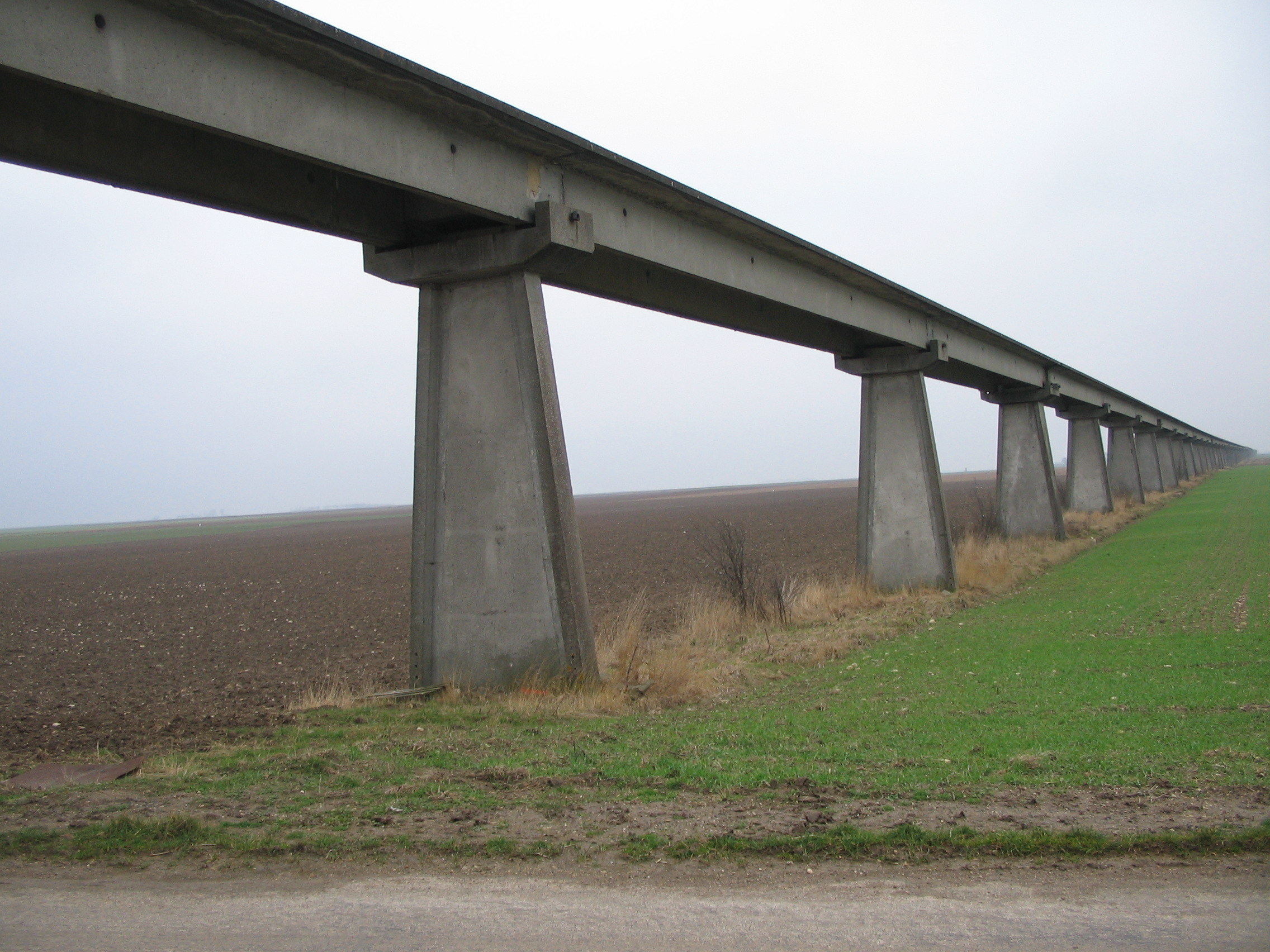
Voie d'essai à travers la plaine beauceronne.

En 1969, une voie expérimentale de 18 km est construite entre Ruan, au nord d’Artenay et Saran, dans le département du Loiret. Cette voie d'essai en T en béton fut construite sous la direction de Roger Frangi (1922-1992), ancien élève de l'École centrale Paris, ingénieur en chef à la société GTM (Grands travaux de Marseille, aujourd'hui Vinci).
Cette voie en viaduc, constituée de tronçons monoblocs de 120 mètres de long et à une dizaine de mètres au-dessus du sol, est soutenue par 900 piliers ou poteaux espacés de 20 mètres qui limitent l’emprise au sol. Le tracé de la voie est prévu pour s’inscrire dans une future ligne Paris-Orléans. Le tracé rectiligne autorise des vitesses de 400 km/h. La voie est équipée à ses deux extrémités d'une plate-forme permettant le retournement de l’Aérotrain ainsi que d’une plate-forme centrale, à Chevilly, permettant de le garer dans un hangar et d'accueillir les passagers. Cette ligne, à l’abandon, existe toujours. Elle est visible à l'est de la voie ferrée Paris-Orléans et depuis la RN 20.
La même année, l’Aérotrain interurbain I80 - 250 est conçu par la SECAN à Gennevilliers et terminé par l'UTA au Bourget pour une vitesse de croisière de 250 km/h. Ce véhicule de 26 mètres de long, pesant 24 tonnes et offrant 80 places assises, est propulsé par deux turbines Turboméca Turmo III E3 entraînant une hélice RATIER carénée à pas variable de 2,40 m de diamètre et à sept pales. Un turbomoteur Turmastazou 14 entraîne deux ventilateurs qui alimentent des coussins d’air, six horizontaux pour la sustentation et six verticaux pour le guidage. Le freinage est assuré normalement par la réversion de l’hélice et complété par un dispositif de pincement du rail central. Un freinage d'urgence peut également être assuré par la coupure du dispositif de sustentation, l'Aérotrain se posant alors sur la voie.

#### Aérotrain S44
L'année 1969 voit également la construction de l’Aérotrain S44, par De Dietrich à Niederbronn-les-Bains en Alsace, une version de 44 places destinée au transport suburbain, à propulsion électrique, pour des liaisons telles que centre-ville - aéroport. Il est équipé d’un moteur linéaire Merlin Gerin pour la propulsion et toujours, les coussins d'air pour la sustentation, il sera conçu pour une vitesse de croisière de 200 km/h.

### Projets

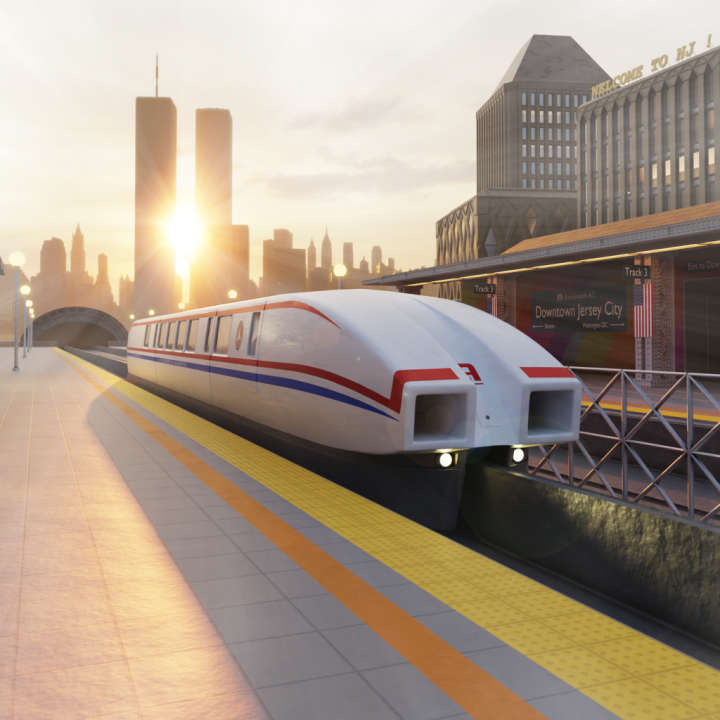
Vue d'artiste d'un UTACV (livrée USDOT) produit par Rohr Industries.

- En 1970, Rohr Industries Inc., dans le cadre de sa division aerospace basée aux États-Unis à Chula Vista en Californie, décide de développer un projet d'Aérotrain à partir d'une licence Bertin, le TACV (Tracked Air Cushion Vehicle).
- Le 7 mars 1970, un timbre en hommage à l’Aérotrain i80 est émis par La Poste française.
- En juillet 1971 est dévoilé un projet de liaison par Aérotrains près de Paris, chacun devant transporter 160 passagers à 200 km/h entre la ville nouvelle de Cergy-Pontoise dans le Val-d'Oise et le quartier d'affaires de la Défense dans les Hauts-de-Seine[12].
- En 1973, l'Aérotrain I80 - 250 est modifié : suppression de l'hélice de propulsion ainsi que des turbines Turmo III, allongement du véhicule par l'ajout de deux coussins de sustentation, installation d'un turboréacteur JT8 D11 de Pratt & Whitney prêté par la SNECMA ainsi que d'un dispositif de réduction du bruit (dilution du flux du réacteur, trompe en « queue de carpe ») et d'un inverseur de poussée pour le freinage. Ainsi équipé, l'Aérotrain I80 est destiné à explorer des vitesses plus élevées, à savoir supérieures à 350 km/h, d'où sa nouvelle dénomination : I80 HV pour Hautes Vitesses.
- Le 5 mars 1974, l’Aérotrain I80 HV établit le record du monde de vitesse sur rail des véhicules sur coussin d’air, à 430,2 km/h[13].

- Le 21 juin 1974, un contrat de construction d'une ligne d'aérotrain entre la ville nouvelle de Cergy et le quartier d'affaires de La Défense est signé.

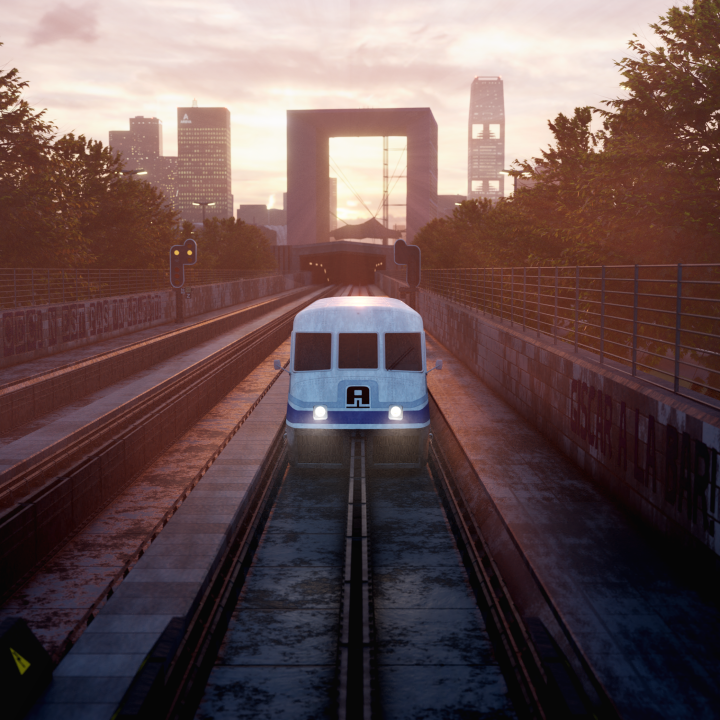
Vue d'artiste de la ligne La Défense-Cergy, dans l'hypothèse où elle aurait été véritablement construite.

### Fin du projet
- Le 17 juillet 1974, l’État revient sur sa décision à la suite de la mort de Pompidou : le projet d'Aérotrain Cergy - La Défense est abandonné[14] à la suite de l'élection de Valéry Giscard d'Estaing.
- Jean Bertin décède d'une tumeur au cerveau à Neuilly-sur-Seine le 21 décembre 1975.
- En 1977, le projet est définitivement abandonné.
- Le 27 décembre 1977, l'I80 HV effectue son dernier trajet.
- Le 17 juillet 1991, le prototype S44 brûle dans le hangar de l'ancienne base d'essais de Gometz-la-Ville.
- Le 22 mars 1992, le prototype de l'Aérotrain I80, qui sommeillait dans les restes du hangar de la plateforme de Chevilly, est totalement détruit dans un incendie (vraisemblablement d'origine criminelle[15]), après l'annonce de sa descente pour l'exposer dans un futur Eco-musée sous la plateforme de Saran. Cette perte semble mettre fin à tout espoir de réactivation de la ligne sous forme d'exploitation à caractère touristique comme cela avait été envisagé pendant un certain temps. La voie en T inversé demeure dans la campagne de Beauce, le coût de sa démolition étant jugé prohibitif au regard du peu de désagrément occasionné par sa présence au milieu des champs.
- Fin février 1997, le hangar de Chevilly et l'épave du I80 sont détruits et mis à la ferraille.

### Renaissance du projet
Le projet d'aérotrain a été remis au goût du jour par la startup Spacetrain fin 2016. La société finira par ne plus payer ses salariés et sera condamnée pour escroquerie à l'assurance chômage durant la période COVID, rendant la faillite inéluctable en 2023.

## Analyse

### Avantages techniques
- À l'inverse d'un train classique, le risque de déraillement est absent pour l'Aérotrain[4] qui repose, en cas d'arrêt de ses moteurs, sur la voie en T inversé.
- Possibilité de faire circuler les navettes en hauteur grâce à l'effet du coussin d'air. La hauteur limite l'effet d'emprise et rend tout franchissement impossible pour le public ou les véhicules (sécurisation des voies de passage).
- Limitation des frottements au sol avec l'annulation, de ce fait, des vibrations sur la voie.
- Limitation de l'usure du rail en T inversé car les contraintes physiques sont inexistantes grâce au coussin d'air, contrairement à un rail classique.
- Réduction de la résistance dans les hautes vitesses et du bruit généré par le roulement.

### Inconvénients techniques
- Le coût de la propulsion thermique (hélice puis réacteur) dépendait du cours du pétrole et du contre-coup du premier choc pétrolier de 1973. Parallèlement, la propulsion électrique par moteur linéaire imposée par les autorités publiques de l'époque n'était pas encore au point pour ce nouveau mode de transport.
- Le passage de l'Aérotrain aux autres modes de transport (métro, RER, train classique) aurait entraîné des ruptures de charges.
- Importante puissance dépensée pour la seule sustentation, soit environ 15 kW par tonne[16],[Er 1].
- Aiguillages difficiles à concevoir du fait de la structure en béton, du guide, lourd et très rigide.
- En l'état, la propulsion par réacteur ou hélice aurait été source de nuisances sonores importantes en milieu urbain.

### Causes de l'abandon du projet
La SNCF a vu en l'Aérotrain une menace dès novembre 1965 (Bertin n'en voyait qu'une complémentarité entre le train et l'avion), date à laquelle avait été créé le Comité de Surveillance de l'Aérotrain. En effet, avancée technique et industrielle, l'Aérotrain allait casser de fait l'hégémonie du chemin de fer et par conséquent de la SNCF. Lors de la phase finale des essais de l'Aérotrain, la SNCF et l'industrie métallurgique auraient fortement protégé leurs intérêts commerciaux auprès des hommes politiques de l'époque,, notamment en réaction face à l'accord commercial d'exploitation établi entre la Société de l'Aérotrain et l'État français le 21 juin 1974.
Le TGV avait aussi pour arguments d'utiliser le réseau ferré existant (à faible vitesse) et pourrait fonctionner, à terme, à l'électricité.
Il est aujourd'hui reconnu que l'Aérotrain a stimulé la création du TGV. Sans lui, ce dernier n'aurait peut-être jamais vu le jour, ou peut-être pas sous sa forme actuelle,.

## Mémoire du projet

### Postérité
L’Aérotrain et sa voie aérienne apparaissent dans la bande dessinée de science-fiction post-apocalyptique Les Pèlerins, quatrième album de la série Simon du Fleuve de Claude Auclair.
Le film de Bouli Lanners Les Premiers, les Derniers a été tourné (en février 2014) en partie le long de la voie d'essai de l'Aérotrain d'Orléans.
Certains passages du clip Persona non grata (sorti en mai 2016) du chanteur Tété ont été tournés au pied et sur la voie de l'Aérotrain.
Le groupe Exsonvaldes dédie un de leurs titres à l'Aérotrain.
Pump, film de 2016 de Joseph David, a été tourné sur la voie de l'Aérotrain.
Philippe Vasset publie Une vie en l'air, Fayard, 2018.
Jean-Bernard Pouy a écrit J'ai fait l'Aérotrain, Baleine, 1997.
« Roland et Linda en Aérotrain » (Dargaud, « Premières aventures », 1970)
L'Aérotrain apparait dans la bande dessinée, Jérémiah « Un cobaye pour l'éternité » de Hermann, 1981.

### Commémoration

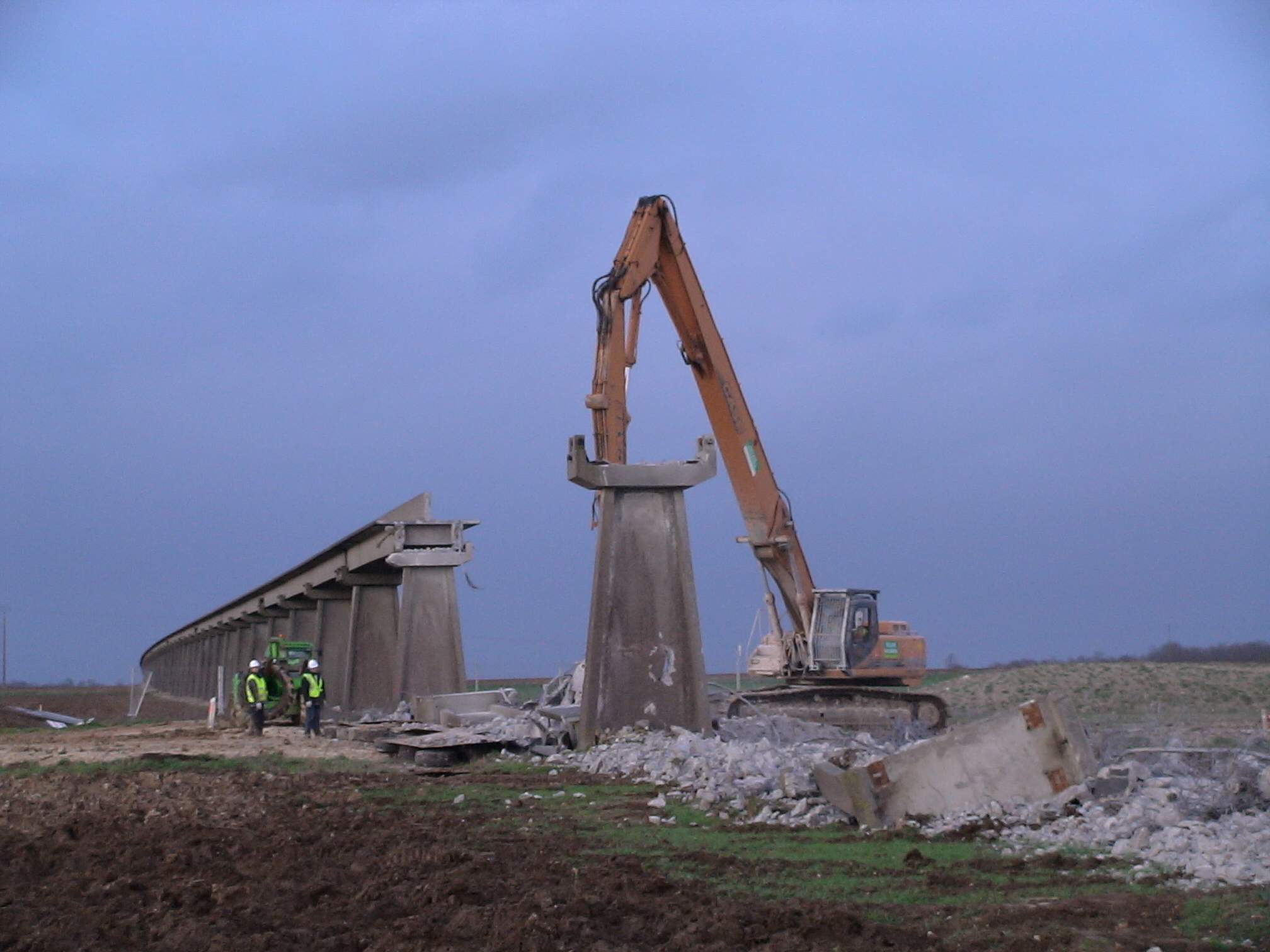
Destruction d'une partie de la voie d'essais de l'aérotrain d'Orléans sur le chantier de l'A19.

- Le 19 juin 2004, le souvenir de Jean Bertin et des essais de la ligne de Gometz-la-Ville est matérialisé par la dédicace du giratoire, à l’entrée du tunnel de Gometz-la-Ville, qui a été baptisé Grand giratoire de l'Ingénieur-Jean-Bertin, avec la mise en place, au milieu de ce giratoire, d'un élément de la voie et par l’installation d’une sculpture de Georges Saulterre représentant l’Aérotrain 01 sur l'autre giratoire à la sortie ouest du tunnel.
- Entre le 27 février et le 1er mars 2007, à deux kilomètres au nord de Chevilly, 120 mètres de voie ont été abattus pour laisser passer l'A19.
- Un projet destiné à valoriser la voie d'essai de l'Aérotrain d'Orléans voit le jour en juin 2007. Électricité de France, la région Centre et la communauté d'agglomération Orléans Val de Loire prévoient d'utiliser l'architecture restante comme support de panneaux solaires afin de produire de l'électricité[22]. Ce projet nommé Solaren, qui aurait permis de produire de 18 à 20 MW/25 MW d'énergie électrique sur une surface de 8 hectares, ne connaît pas de suites depuis 2007[23],[24].
- Les 27 et 28 septembre 2008, un stand Aérotrain fut présenté durant les Virades de l'espoir de Chevilly. L'Association des Amis de Jean Bertin[25] et la communauté du site Aerotrain.fr[26] se sont livrées à des démonstrations de modèles réduits dynamiques devant le public.
- Les 25 et 26 avril 2009, l'opération est renouvelée dans la commune de Saran, sous la plate-forme de retournement sud de la voie d'essai de l'aérotrain d'Orléans. L'évènement attira plus de 6 000 visiteurs grâce à une grande campagne de publicité[27],[28],[29],[30],[31].
- Le 28 août 2015, à la suite d'un accident de circulation (survenu le 23 juillet 2015), une portion du rail, située près de la plateforme de Chevilly sur la RD 125, s'est trouvée endommagé par un choc sous son tablier, laissant apparaitre de légères fissures. Devant la mobilisation de certains riverains et malgré le peu de gêne occasionnée, le maire de Chevilly (M. Texier) décidera de faire déposer la portion endommagée et de l'exposer au pied de la plateforme (à la demande de l'association des Amis de Jean Bertin, sans oublier de détruire, au passage, son accès (escaliers) par principe de précaution).
- Le 22 septembre 2018, le prolongement jusqu'à Bonnelles de la voie verte de l'Aérotrain, aménagée depuis 2012 le long du site d'essais de Gometz-la-Ville à Limours, est inauguré.

## Projets proches ou dérivés
En 2000, au Japon, des étudiants en conception des systèmes de transport de l’université de Tohoku-Fukushima, accompagnés par le professeur Kohoma, ont imaginé l’Aérotrain sous une forme très différente de celle de l’Aérotrain français avec des ailes capables de soulever légèrement le train pour qu'il puisse circuler plus vite qu'un TGV sans frottement, de capter le courant électrique et de guider l’engin entre les murets. L’Aérotrain japonais, moins gourmand en énergie que le Shinkansen et le train à sustentation magnétique, aurait été alimenté en électricité par des panneaux solaires et des éoliennes.

### Filmographie
- Au bout du rail de Bruno Le Roux et Fabrice Richard qui retrace l'aventure de l'Aérotrain. Coproduit avec Planète et TV Rennes. Disponible auprès de Candela Productions, 3 rue d'Estrées, 35000 Rennes. DVD, 1999, 54 minutes, couleurs et N&B.
- On a retrouvé le dernier Aérotrain de Jérome Tillier, réalisé avec le soutien de l'Association des Amis de Jean Bertin et de la communauté Aerotrain.fr. Disponible en DVD, au visionnage en ligne et au téléchargement, 2010, 53 minutes, français et anglais.
- L'Aérotrain de Corinne Bian Rosa et Laurent Desvaux qui raconte l'aérotrain à travers la restauration du prototype 02. Un 13 minutes diffusé dans l'émission Faut pas rêver sur France 3 en 2000.
- Aérotranse ou L'extraordinaire aventure de Léon sur le monorail de W. Collins et Dominique Le Guennec, Cinekut, fiction/comédie, 1991, 23 minutes. Disponible au visionnage en ligne sur Vimeo.
- Aérotrain la vie d'après de Corinne Bian Rosa réalisé en 2013 avec le soutien de l'Association des Amis de Jean Bertin. Disponible en DVD de 52 minutes dans la boutique de l'Association.

### Musique
Le groupe Exsonvaldes sort la chanson L'Aérotrain en 2013.